# Dunja Bialas

Dunja Bialas während eines Publikumsgesprächs (2020)

Dunja Bialas ist eine deutsche Journalistin mit Schwerpunkt auf Filmkritik.
Bialas hat in München und Paris Romanistik und Komparatistik studiert. Sie ist Redaktionsleiterin und 1. Vorsitzende des Online-Filmmagazins Artechock. Von 2002 bis 2013 arbeitete sie im Filmauswahlgremium des Internationalen Dokumentarfilmfestivals München und kuratierte von 2010 bis 2013 den Internationalen Wettbewerb. 2006 gründete sie zusammen mit Kinobetreiber Bernd Brehmer (Werkstattkino München) das Filmfestival UNDERDOX – Dokument und Experiment. Seit Mai 2013 ist sie Vorstandsmitglied und Sprecherin des Verbands der Deutschen Filmkritik (VdFk). Sie gehört zu den Verfassern des im Mai 2014 in Oberhausen lancierten „Flugblatts für aktivistische Filmkritik“ und ist Mitbegründerin der Woche der Kritik. Seit 2014 arbeitet sie als Organisatorin und Programmberaterin für die Münchner Filmkunstwochen. Im Februar 2019 wurde sie zudem Gründungsmitglied des Hauptverbands Cinephilie.
Dunja Bialas lebt und arbeitet in München.